# Trogonoptera
Trogonoptera es un género de mariposas de la familia Papilionidae.

## Descripción
Especie tipo por designación original es Ornithoptera brookiana Wallace, 1855.

## Diversidad
Existen 2 especies reconocidas en el género.

## Taxonomía y Sistemática
El género Trogonoptera pertenece a la tribu Troidini de la subfamilia Papilioninae. Según un análisis filogenético reciente basado en dos genes mitocondriales y uno nuclear, Trogonoptera estaría más cercanamente relacionado con los géneros Ornithoptera, Troides, Byasa y Losaria.